# I'll
I'll est un shōnen manga sur le basket-ball en 14 volumes créé par Asada Hiroyuki. Il est édité par Shūeisha au Japon. En France, seuls les 8 premiers volumes ont été édités par Glénat sous le titre I'll Generation Basket, puis la série a été ré-éditée par Tonkam avec le titre original.
Il existe également un manga appelé I'll - Crazy Kouzu BC édité par Tonkam qui est un recueil de petites histoires sur les personnages de I'll.
Enfin un OAV, titré I'll - CKBC - Crazy KOUZU Basketball Club, en deux parties de 30 minutes chacune a été distribué en France par Dybex.

## L’histoire
Au collège, Akane Tachibana, joueur de basket à ses heures perdues, se frotte à Hitonari Hiiragi, fils d’un entraîneur et frère d’un grand joueur de basketball universitaire, durant un match scolaire… Ce dernier devient violent contre l’arbitre et le match est déclaré perdu pour l’équipe d’Hiiragi. À la sortie du tournoi, Tachibana voyant qu’Hiiragi est frappé par ses coéquipiers, mais surtout que ces derniers lui gènent le passage, assène un drop kick sur la figure de ces joueurs…
Même si tout les oppose, Hiiragi et Tachibana ont un point commun : c’est d’arrêter le basket après le collège… Seulement, ce jour-là, leur vie a pris un tournant et tous deux se retrouvent dans le même lycée : Kouzu, dont l’équipe de basket est quasi inexistante… Petit à petit, Akane Tachibana récupère des joueurs de talent qui avaient abandonné le basket et ensemble ils forment l’équipe de basket la plus hétéroclite qui ait jamais existé…
Ainsi commence l’histoire de l’équipe de Kouzu, avec plusieurs buts : celui de gagner le tournoi inter-lycée pour toute l’équipe, celui de montrer à son père et son frère de quelle trempe il est pour Hiiragi et celui d’un jour dépasser Hiiragi au basket, qui est aussi bon que lui, pour Tachibana.
Deux OAV ont été tirés de la série, ceux-ci se situant entre le tome 5 et le tome 6, la musique écrite et interprétée par Ellegarden.

## Personnages principaux
Akane Tachibana
- Position : Ailier fort
- Âge : 15 ans
- Taille : 1,73 m
- Groupe sanguin : O

Lassé par la mentalité des clubs, Akane a décidé d’abandonner le basket à son entrée au lycée. Mais cette décision va être remis en cause quand il retrouvera Hitonari Hiiragi dans le même lycée que lui.
Dès lors son objectif est simple : Vaincre Hiiragi.
Akane a un caractère bien trempé. Meneur et agitateur sur le terrain, par ses insultes et surnoms idiots, et son caractère imprévisible… mais malgré cela, il conserve de profondes blessures et un caractère sensible.
Il entretient une relation très forte avec Sumire Yoshikawa, son amie d’enfance.

## Anime

### Fiche technique
- Titre original : I'LL/CKBC [Crazy KOUZU Basketball Club]
- Format : 2 OAV de 30 minutes
- Année : 2002
- Réalisation : Itsuro Kawasaki
- Character design : Kanami Sekiguchi
- Musiques : Yoshiro Ike - Ellegarden
- Animation : M.S.C

### Doublage
| Personnages      | Personnages      | Voix japonaises    | Voix françaises   |
| ---------------- | ---------------- | ------------------ | ----------------- |
| Akane Tachibana  | Akane Tachibana  | Noboru Kaneko      | Benoît DuPac      |
| Hitonari Hiiragi | Hitonari Hiiragi | Hiroshi Kamiya     | Taric Mehani      |
| Akihiko Harumoto | Akihiko Harumoto | Takahiro Yoshimizu | Benjamin Pascal   |
| Yoshiki Yamazaki | Yoshiki Yamazaki | Shinichiro Miki    | Olivier Korol     |
| Gaku Takayanagi  | Gaku Takayanagi  | Takahiro Sakurai   |                   |
| Shigeru Obata    | Shigeru Obata    |                    | Patrick Pellegrin |
| Sumire Yoshikawa | Sumire Yoshikawa | Ryōka Yuzuki       | Jessie Lambotte   |
| Kyoko Munefuji   | Kyoko Munefuji   | Aya Hisakawa       | Olivia Dutron     |
| Mika Horii       | Mika Horii       | Sanae Kobayashi    | Brigitte Guedj    |
| Takuya Hiiragi   | Takuya Hiiragi   | Kenji Nojima       |                   |
| Mr. Hiiragi      | Mr. Hiiragi      |                    | Philippe Roullier |